# I pirati di Penzance
I pirati di Penzance (The Pirates of Penzance) è un film del 1983 diretto da Wilford Leach.
Tratto dall'omonima operetta The Pirates of Penzance di Gilbert & Sullivan, è interpretato da Kevin Kline, Angela Lansbury, George Rose, Rex Smith e Linda Ronstadt.

## Trama
La vicenda si svolge a metà del XVIII secolo. Per un errore della sua governante Ruth, una bionda aggressiva e dura d'orecchio, Frederic fa il suo apprendistato presso il re dei pirati anziché imparare a governare una nave. Al compimento del suo ventunesimo compleanno, considerando completata la sua formazione, decide di lasciare i pirati di Penzance. Con il suo innato senso del dovere, è consapevole di dare alla sua vita una svolta sterminando tutti i pirati. Ruth vorrebbe che lui la tenesse con sé, ma Frederic incontra delle bellissime ragazze, figlie del generale maggiore Stanley, e si rende conto che Ruth è troppo vecchia e banale per lui.
Una delle ragazze, Mabel, gli offre il suo amore per riscattare la sua vita da pirata e il giovane accetta. Presto tuttavia ricompaiono i pirati, che rapiscono le ragazze con l'intenzione di sposarle, ma il generale Stanley riesce a farsi liberare insieme alle figlie dicendo di essere un orfano: sa bene che i pirati, essendo anch'essi orfani, non attaccherebbero mai altri orfani e, grazie a questa bugia, viene lasciato libero. 
La coscienza del generale è tormentata dal rimorso per la menzogna raccontata. Mabel e Frederic cercano di consolarlo e Frederic convoca anche una squadra di polizia perché lo aiuti a sconfiggere i pirati, ma la squadra sembra non avere abbastanza coraggio. Intanto Ruth e il re dei pirati hanno verificato il contratto di Frederic e hanno scoperto che, essendo lui nato il 29 febbraio di un anno bisestile, ha festeggiato solo cinque compleanni; pertanto il suo impegno come pirata scadrà solo dopo altri 60 anni.
La polizia ritorna e si nasconde mentre arrivano i pirati, che catturano il generale. Mabel incita la polizia a combatterli, ma il loro sergente fa appello al dovere dei pirati verso la regina Vittoria e riesce a farli arrendere. Ruth, d'altra parte, constata che in fondo i pirati sono semplicemente "nobiluomini che hanno preso una strada sbagliata". Stanley li perdona, li invita a riprendere il loro posto in parlamento e a sposare le sue belle fanciulle.
Questi pirati sono tutti da ridere. Capitanata da un giovanotto ricciolone e irruento, la nave dei corsari fronteggia quella della Marina inglese e la sconfigge a suon di canzoni. La commedia è un pretesto per prendere bellamente in giro la sussiegosità delle istituzioni militari inglesi, e, soprattutto, ridicolizzare gli eccessi della disciplina e dell'educazione perbenistica.

## Produzione
Il film fu prodotto dall'Universal Pictures, St. Michael Finance Limited, Timothy Burrill Productions.

## Distribuzione
Distribuito dalla Universal Pictures, il film uscì negli USA nel febbraio 1983. Nel Regno Unito, venne distribuito dall'United International Pictures (UIP) nell'agosto dello stesso anno. Nel Regno Unito venne usato anche il titolo lungo The Pirates of Penzance or The Slave of Duty. La prima versione VHS del film uscì negli USA nel 1984 mentre l'edizione DVD nel 2010.

## Accoglienza

### Incassi
Il film fu distribuito nelle sale statunitensi il 18 febbraio 1983 e incassò 255.496 $ da 91 sale nel suo weekend di apertura, classificandosi al quattordicesimo posto al botteghino. Al termine del suo periodo di programmazione, la pellicola ha incassato 694.497 $, risultando così un flop.
Una delle cause dell'insuccesso commerciale fu la decisione della Universal Pictures di distribuire il film contemporaneamente nelle sale e nei servizi televisivi in abbonamento (SelecTV e ONTV), per cui molti proprietari di cinema boicottarono I pirati di Penzance.

### Critica
Nonostante il suo fallimento commerciale, il film ha ricevuto recensioni generalmente positive da parte della critica. Rotten Tomatoes riporta un punteggio dell'81% basato su 16 recensioni, con una valutazione media di 7,1/10.